# Belmont Stakes
Groupe I
Les Belmont Stakes est une course hippique de plat se déroulant au mois de juin sur l'hippodrome de Belmont Park, à Elmont, dans le Comté de Nassau, près de la ville de New York aux États-Unis.

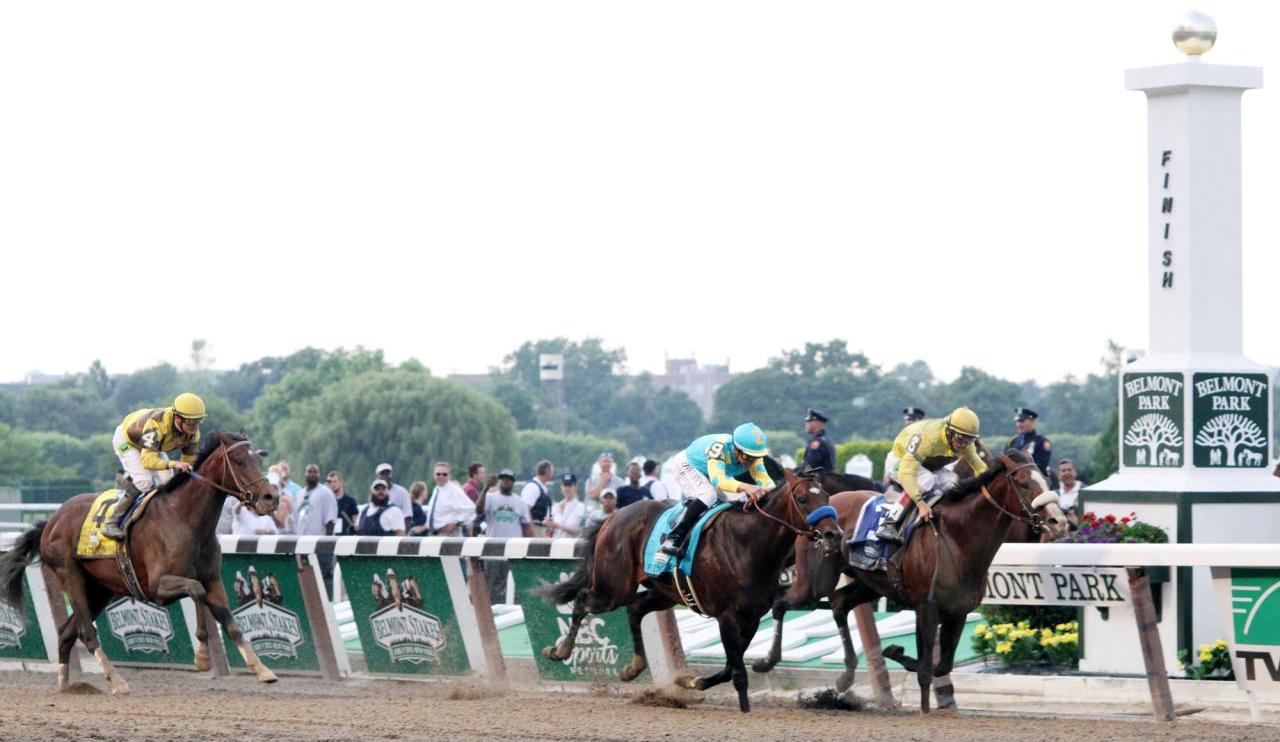
Arrivée des Belmont Stakes 2012.

C'est une course de groupe I réservée aux chevaux de 3 ans. C'est la troisième et dernière étape de la Triple Couronne américaine, après le Kentucky Derby et les Preakness Stakes. Elle se dispute sur la distance de 2 400 mètres, piste en sable. Elle est dotée de 1 500 000 $ (2015).
L'édition 1973 fut l'une des courses les plus mémorables de l'histoire hippique américaine, lorsque le crack Secretariat s'adjugea l'épreuve avec une avance surréaliste de 31 longueurs, établissant un record (2'24"00) jamais approché depuis un demi-siècle.

## Palmarès depuis 1987
| Année | Vainqueur          | Pays       | Père               | Jockey             | Entraîneur          | Propriétaire                   | Deuxième         | Troisième          | Temps   |
| ----- | ------------------ | ---------- | ------------------ | ------------------ | ------------------- | ------------------------------ | ---------------- | ------------------ | ------- |
| 2025  | Sovereignty        | États-Unis | Into Mischief      | Junior Alvarado    | Bill Mott           | Godolphin                      | Journalism       | Baeza              | 2'00"69 |
| 2024  | Dornoch            | États-Unis | Good Magic         | Luis Saez          | Danny Gargan        | West Paces Racing LLC & al.    | Mindframe        | Sierra Leone       | 2'01"64 |
| 2023  | Arcangelo          | États-Unis | Arrogate           | Javier Castellano  | Jena Antonucci      | Blue Rose Farm LLC             | Forte            | Tapit Prince       | 2'29"33 |
| 2022  | Mo Donegal         | États-Unis | Uncle Mo           | Irad Ortiz, Jr.    | Todd Pletcher       | Donegal Racing & Repole Stable | Nest             | Skippylongstocking | 2'28"28 |
| 2021  | Essential Quality  | États-Unis | Tapit              | Luis Saez          | Brad Cox            | Godolphin                      | Hot Rod Charlie  | Rombauer           | 2'27"11 |
| 2020  | Tiz The Law        | États-Unis | Constitution       | Manny Franco       | Barclay Tagg        | Sackatoga Stable               | Dr Post          | Max Player         | 1'46"53 |
| 2019  | Sir Winston        | États-Unis | Awesome Again      | Joel Rosario       | Mark E. Casse       | Tracy Farmer                   | Tacitus          | Joevia             | 2'28"30 |
| 2018  | Justify †          | États-Unis | Scat Daddy         | Mike E.Smith       | Bob Baffert         | China Horse Club, WinStar & Co | Gronkowski       | Hofburg            | 2'28"18 |
| 2017  | Tapwrit            | États-Unis | Tapit              | Jose Ortiz         | Todd Pletcher       | Bridlewood Farm & Co.          | Irish War Cry    | Patch              | 2'30"02 |
| 2016  | Creator            | États-Unis | Tapit              | Irad Ortiz, Jr.    | Steve Asmussen      | Winstar Farm & B. Flay         | Destin           | Lani               | 2'28"51 |
| 2015  | American Pharoah † | États-Unis | Pioneerof the Nile | Victor Espinoza    | Bob Baffert         | Zayat Stables LLC              | Frosted          | Keen Ice           | 2'26"65 |
| 2014  | Tonalist           | États-Unis | Tapit              | Joel Rosario       | Christophe Clément  | Robert S. Evans                | Commissioner     | Medal Count        | 2'28"52 |
| 2013  | Palace Malice      | États-Unis | Curlin             | Mike E.Smith       | Todd Pletcher       | Dogwood Stable                 | Oxbow            | Orb                | 2'30"70 |
| 2012  | Union Rags         | États-Unis | Dixie Union        | John Velazquez     | Michael Matz        | Phyllis M. Wyeth               | Paynter          | Atigun             | 2'30"42 |
| 2011  | Ruler on Ice       | États-Unis | Roman Ruler        | Jose Valdivia, Jr. | Kelly Breen         | George and Lori Hall           | Stay Thirsty     | Brilliant Speed    | 2'30"88 |
| 2010  | Drosselmeyer       | États-Unis | Distorted Humor    | Mike E.Smith       | William I. Mott     | WinStarFarm                    | Fly Down         | First Dude         | 2'31"57 |
| 2009  | Summer Bird        | États-Unis | Birdstone          | Kent Desormeaux    | Tim Ice             | Kalarikkal & V. Jayaraman      | Dunkirk          | Mine That Bird     | 2'27"54 |
| 2008  | Da'Tara            | États-Unis | Tiznow             | Alan Garcia        | Nick Zito           | WinStarFarm                    | Denis of Cork    | Anak Nakal         | 2'29"65 |
| 2007  | Rags to Riches     | États-Unis | A.P.Indy           | John Velazquez     | Todd Pletcher       | M. Tabor & D. Smith            | Curlin           | Tiago              | 2'28"74 |
| 2006  | Jazil              | États-Unis | Seeking The Gold   | Fernando Jara      | Kiaran McLaughlin   | Shadwell Farm                  | Bluegrass Cat    | Sunriver           | 2'27"81 |
| 2005  | Afleet Alex        | États-Unis | Northern Afleet    | Jeremy Rose        | Tim Ritchey         | Cash is King LLC               | Andromedas Hero  | Nolan's Cat        | 2'28"75 |
| 2004  | Birdstone          | États-Unis | Grindstone         | Edgar Prado        | Nick Zito           | Marylou Whitney                | Smarty Jones     | Royal Assault      | 2'27"50 |
| 2003  | Empire Maker       | États-Unis | Unbridled          | Jerry Bailey       | Robert J. Frankel   | Juddmonte Farms                | Ten Most Wanted  | Funny Cide         | 2'28"26 |
| 2002  | Sarava             | États-Unis | Wild Again         | Edgar Prado        | Kenneth McPeek      | New Phoenix Stable             | Medaglia d'Oro   | Sunday Break       | 2'29"71 |
| 2001  | Point Given        | États-Unis | Thunder Gulch      | Gary Stevens       | Bob Baffert         | The Thoroughbred Corp.         | A.P. Valentine   | Monarchos          | 2'26"80 |
| 2000  | Commendable        | États-Unis | Gone West          | Pat Day            | Wayne Lukas         | Bob & Beverly Lewis            | Aptitude         | Unshaded           | 2'31"20 |
| 1999  | Lemon Drop Kid     | États-Unis | Kingmambo          | Jose Santos        | Scotty Schulhofer   | Jeanne G. Vance                | Vision and Verse | Charismatic        | 2'27"80 |
| 1998  | Victory Gallop     | États-Unis | Cryptoclearance    | Gary Stevens       | Elliott Walden      | Prestonwood Farm               | Real Quiet       | Thomas Jo          | 2'29"00 |
| 1997  | Touch Gold         | États-Unis | Deputy Minister    | Chris McCarron     | David Hofmans       | Frank Stronach                 | Silver Charm     | Free House         | 2'28"80 |
| 1996  | Editor's Note      | États-Unis | Forty Niner        | Rene R. Douglas    | Wayne Lukas         | Overbrook Farm                 | Skip Away        | My Flag            | 2'28"80 |
| 1995  | Thunder Gulch      | États-Unis | Gulch              | Gary Stevens       | D. Wayne Lukas      | Michael Tabor                  | Star Standard    | Citadeed           | 2'32"00 |
| 1994  | Tabasco Cat        | États-Unis | Storm Cat          | Pat Day            | D. Wayne Lukas      | Overbrook Farm                 | Go For Gin       | Strode's Creek     | 2'26"80 |
| 1993  | Colonial Affair    | États-Unis | Pleasant Colony    | Julie Krone        | Scotty Schulhofer   | Centennial Farms               | Kissin' Kris     | Wild Gale          | 2'29"80 |
| 1992  | A.P. Indy          | États-Unis | Seattle Slew       | Eddie Delahoussaye | Neil Drysdale       | Tomonori Tsurumaki             | My Memoirs       | Pine Bluff         | 2'26"00 |
| 1991  | Hansel             | États-Unis | Woodman            | Jerry Bailey       | Frank Brothers      | Lazy Lane Farm                 | Strike The Gold  | Mane Minister      | 2'28"00 |
| 1990  | Go And Go          | Irlande    | Be My Guest        | Michael Kinane     | Dermot K. Weld      | Moyglare Stud Farm             | Thirty Six Red   | Baron de Vaux      | 2'27"20 |
| 1989  | Easy Goer          | États-Unis | Alydar             | Pat Day            | C. R. McGaughey III | Ogden Phipps                   | Sunday Silence   | Le Voyageur        | 2'26"00 |
| 1988  | Risen Star         | États-Unis | Secretariat        | Eddie Delahoussaye | Louie Roussel III   | Louie Roussel III              | Kingpost         | Brian's Time       | 2'26"40 |
| 1987  | Bet Twice          | États-Unis | Sportin' Life      | Craig Perret       | Jimmy Croll         | Blanche P. Levy                | Cryptoclearance  | Gulch              | 2'28"20 |
| 1986  | Danzig Connection  | États-Unis | Danzig             | Chris McCarron     | Woody Stephens      | Henryk de Kwiatkowski          | John's Treasure  | Ferdinand          | 2'29"80 |

## Précédents lauréats
| Année | Vainqueur          | Jockey             | Entraîneur             | Propriétaire             | Temps   |
| ----- | ------------------ | ------------------ | ---------------------- | ------------------------ | ------- |
| 1985  | Creme Fraiche      | Eddie Maple        | Woody Stephens         | Brushwood Stables        | 2'27"00 |
| 1984  | Swale              | Laffit Pincay, Jr. | Woody Stephens         | Claiborne Farm           | 2'27"20 |
| 1983  | Caveat             | Laffit Pincay, Jr. | Woody Stephens         | August Belmont IV        | 2'27"80 |
| 1982  | Conquistador Cielo | Laffit Pincay, Jr. | Woody Stephens         | Henryk de Kwiatkowski    | 2'28"20 |
| 1981  | Summing            | George Martens     | Luis Barrera           | Charles T. Wilson, Jr.   | 2'29"00 |
| 1980  | Temperence Hill    | Eddie Maple        | Joseph B. Cantey       | Loblolly Stable          | 2'29"80 |
| 1979  | Coastal            | Ruben Hernandez    | David A. Whiteley      | William Haggin Perry     | 2'28"60 |
| 1978  | Affirmed †         | Steve Cauthen      | Laz Barrera            | Harbor View Farm         | 2'26"80 |
| 1977  | Seattle Slew †     | Jean Cruguet       | William H. Turner, Jr. | Karen L. Taylor          | 2'29"60 |
| 1976  | Bold Forbes        | Angel Cordero, Jr. | Laz Barrera            | E. Rodriguez Tizol       | 2'29"00 |
| 1975  | Avatar             | Bill Shoemaker     | A. Tommy Doyle         | Arthur A. Seeligson, Jr. | 2'28"20 |
| 1974  | Little Current     | Miguel A. Rivera   | Lou Rondinello         | Darby Dan Farm           | 2'29"20 |
| 1973  | Secretariat †      | Ron Turcotte       | Lucien Laurin          | Meadow Stable            | 2'24"00 |
| 1972  | Riva Ridge         | Ron Turcotte       | Lucien Laurin          | Meadow Stud              | 2'28"00 |
| 1971  | Pass Catcher       | Walter Blum        | Eddie Yowell           | October House Farm       | 2'30"40 |
| 1970  | High Echelon       | John Rotz          | John Jacobs            | Ethel D. Jacobs          | 2'34"00 |
| 1969  | Arts and Letters   | Braulio Baeza      | J. Elliott Burch       | Rokeby Stables           | 2'28"80 |
| 1968  | Stage Door Johnny  | Heliodoro Gustines | John M. Gaver, Sr.     | Greentree Stable         | 2'27"20 |
| 1967  | Damascus           | Bill Shoemaker     | Frank Y. Whiteley, Jr. | Edith W. Bancroft        | 2'28"80 |
| 1966  | Amberoid           | William Boland     | Lucien Laurin          | Reginald N. Webster      | 2'29"60 |
| 1965  | Hail To All        | Johnny Sellers     | Eddie Yowell           | Zelda Cohen              | 2'28"40 |
| 1964  | Quadrangle         | Manuel Ycaza       | J. Elliott Burch       | Rokeby Stables           | 2'28"40 |
| 1963  | Chateaugay         | Braulio Baeza      | James P. Conway        | Darby Dan Farm           | 2'30"20 |
| 1962  | Jaipur             | Bill Shoemaker     | Bert Mulholland        | George D. Widener, Jr.   | 2'28"80 |
| 1961  | Sherluck           | Braulio Baeza      | Harold Young           | Jacob Sher               | 2'29"20 |
| 1960  | Celtic Ash         | Bill Hartack       | Thomas J. Barry        | Green Dunes Farm         | 2'29"20 |
| 1959  | Sword Dancer       | Bill Shoemaker     | J. Elliott Burch       | Brookmeade Stable        | 2'28"40 |
| 1958  | Cavan              | Pete D. Anderson   | Tom Barry              | Joseph E. O'Connell      | 2'30"20 |
| 1957  | Gallant Man        | Bill Shoemaker     | John A. Nerud          | Ralph Lowe               | 2'26"60 |
| 1956  | Needles            | David Erb          | Hugh L. Fontaine       | D & H Stable             | 2'29"80 |
| 1955  | Nashua             | Eddie Arcaro       | Jim Fitzsimmons        | Belair Stud              | 2'29"00 |
| 1954  | High Gun           | Eric Guerin        | Max Hirsch             | King Ranch               | 2'30"80 |
| 1953  | Native Dancer      | Eric Guerin        | Bill Winfrey           | Alfred G. Vanderbilt II  | 2'28"60 |
| 1952  | One Count          | Eddie Arcaro       | Oscar White            | Mrs. Walter M. Jeffords  | 2'30"20 |
| 1951  | Counterpoint       | David Gorman       | Sylvester Veitch       | C. V. Whitney            | 2'29"00 |
| 1950  | Middleground       | William Boland     | Max Hirsch             | King Ranch               | 2'28"60 |
| 1949  | Capot              | Ted Atkinson       | John M. Gaver, Sr.     | Greentree Stable         | 2'30"20 |
| 1948  | Citation †         | Eddie Arcaro       | Horace A. Jones        | Calumet Farm             | 2'28"20 |
| 1947  | Phalanx            | Ruperto Donoso     | Sylvester Veitch       | C. V. Whitney            | 2'29"40 |
| 1946  | Assault †          | Warren Mehrtens    | Max Hirsch             | King Ranch               | 2'30"80 |
| 1945  | Pavot              | Eddie Arcaro       | Oscar White            | Walter M. Jeffords       | 2'30"20 |
| 1944  | Bounding Home      | G.L. Smith         | Matt Brady             | William Ziegler, Jr.     | 2'32"20 |
| 1943  | Count Fleet †      | Johnny Longden     | G. Donald Cameron      | Fannie Hertz             | 2'28"20 |
| 1942  | Shut Out           | Eddie Arcaro       | John M. Gaver, Sr.     | Greentree Stable         | 2'29"20 |
| 1941  | Whirlaway †        | Eddie Arcaro       | Ben A. Jones           | Calumet Farm             | 2'31"00 |
| 1940  | Bimelech           | Fred A. Smith      | Bill Hurley            | Edward R. Bradley        | 2'29"60 |
| 1939  | Johnstown          | James Stout        | Jim Fitzsimmons        | Belair Stud              | 2'29"60 |
| 1938  | Pasteurized        | James Stout        | George M. Odom         | Mrs. Plunkett Stewart    | 2'29"40 |
| 1937  | War Admiral †      | Charley Kurtsinger | George Conway          | Glen Riddle Farm         | 2'28"60 |
| 1936  | Granville          | James Stout        | Jim Fitzsimmons        | Belair Stud              | 2'30"00 |
| 1935  | Omaha †            | Willie Saunders    | Jim Fitzsimmons        | Belair Stud              | 2'30"60 |
| 1934  | Peace Chance       | Wayne D. Wright    | Pete Coyne             | Joseph E. Widener        | 2'29"20 |
| 1933  | Hurryoff           | Mack Garner        | Henry McDaniel         | Joseph E. Widener        | 2'32"60 |
| 1932  | Faireno            | Tom Malley         | Jim Fitzsimmons        | Belair Stud              | 2'32"80 |
| 1931  | Twenty Grand       | Charley Kurtsinger | James G. Rowe, Jr.     | Greentree Stable         | 2'29"60 |
| 1930  | Gallant Fox †      | Earl Sande         | Jim Fitzsimmons        | Belair Stud              | 2'31"60 |
| 1929  | Blue Larkspur      | Mack Garner        | Herbert J. Thompson    | Edward R. Bradley        | 2'32"80 |
| 1928  | Vito               | Clarence Kummer    | Max Hirsch             | Alfred H. Cosden         | 2'33"20 |
| 1927  | Chance Shot        | Earl Sande         | Pete Coyne             | Joseph E. Widener        | 2'32"40 |
| 1926  | Crusader           | Albert Johnson     | George Conway          | Glen Riddle Farm         | 2'32"20 |
| 1925  | American Flag      | Albert Johnson     | G.R. Tompkins          | Glen Riddle Farm         | 2'16"80 |
| 1924  | Mad Play           | Earl Sande         | Sam Hildreth           | Rancocas Stable          | 2'18"80 |
| 1923  | Zev                | Earl Sande         | Sam Hildreth           | Rancocas Stable          | 2'19"00 |
| 1922  | Pillory            | C. H. Miller       | Thomas J. Healey       | Richard T. Wilson, Jr.   | 2'18"80 |
| 1921  | Grey Lag           | Earl Sande         | Sam Hildreth           | Rancocas Stable          | 2'16"80 |
| 1920  | Man O'War          | Clarence Kummer    | Louis Feustel          | Glen Riddle Farm         | 2'14"20 |
| 1919  | Sir Barton †       | Johnny Loftus      | H. Guy Bedwell         | J. K. L. Ross            | 2'17"40 |
| 1918  | Johren             | Frank Robinson     | Albert Simons          | Harry P. Whitney         | 2'20"40 |
| 1917  | Hourless           | James H. Butwell   | Sam Hildreth           | August Belmont, Jr.      | 2'17"80 |
| 1916  | Friar Rock         | E. Haynes          | Sam Hildreth           | August Belmont, Jr.      | 2'22"00 |
| 1915  | The Finn           | George Byrne       | E. W. Heffner          | H. C. Hallenbeck         | 2'18"40 |
| 1914  | Luke Mcluke        | Merritt Buxton     | J. F. Schorr           | John W. Schorr           | 2'20"00 |
| 1913  | Prince Eugene      | Roscoe Troxler     | James G. Rowe, Sr.     | Harry P. Whitney         | 2'18"00 |
| 1910  | Sweep              | James H. Butwell   | James G. Rowe, Sr.     | James R. Keene           | 2'22"00 |
| 1909  | Joe Madden         | Eddie Dugan        | Sam Hildreth           | Sam Hildreth             | 2'21"60 |
| 1908  | Colin              | Joe Notter         | James G. Rowe, Sr.     | James R. Keene           | N/A     |
| 1907  | Peter Pan          | G. Mountain        | James G. Rowe, Sr.     | James R. Keene           | N/A     |
| 1906  | Burgomaster        | Lucien Lyne        | John W. Rogers         | Harry P. Whitney         | 2'20"00 |
| 1905  | Tanya              | Gene Hildebrand    | John W. Rogers         | Harry P. Whitney         | 2'08"00 |
| 1904  | Delhi              | George M. Odom     | James G. Rowe, Sr.     | James R. Keene           | 2'06"60 |
| 1903  | Africander         | John Bullman       | R. O. Miller           | Hampton Stable           | 2'21"75 |
| 1902  | Masterman          | John Bullman       | John J. Hyland         | August Belmont, Jr.      | 2'22"60 |
| 1901  | Commando           | H. Spencer         | James G. Rowe, Sr.     | James R. Keene           | 2'21"00 |
| 1900  | Ildrim             | Nash Turner        | H. Eugene Leigh        | H. Eugene Leigh          | 2'21"25 |
| 1899  | Jean Bereaud       | R. Clawson         | Sam Hildreth           | Sydney Paget             | 2'23"00 |
| 1898  | Bowling Brook      | Fred Littlefield   | Robert W. Walden       | A. H. & D. H. Morris     | 2'32"00 |
| 1897  | Scottish Chieftain | J. Scherrer        | Matt Byrnes            | Marcus Daly              | 2'23"25 |
| 1896  | Hastings           | Henry Griffin      | John J. Hyland         | Blemton Stable           | 2'24"50 |
| 1895  | Belmar             | Fred Taral         | Edward Feakes          | Preakness Stables        | 2'11"50 |
| 1894  | Henry Of Navarre   | Willie Simms       | Byron McClelland       | Byron McClelland         | 1'56"50 |
| 1893  | Commanche          | Willie Simms       | Gus Hannon             | Empire Stable            | 1'53"25 |
| 1892  | Patron             | William Hayward    | Lewis Stuart           | J. Stuart                | 2'12"00 |
| 1891  | Foxford            | Edward R. Garrison | M. Donavan             | C. E. Rand               | 2'08"75 |
| 1890  | Burlington         | Pike Barnes        | Albert Cooper          | Hough Bros.              | 2'07"75 |
| 1889  | Eric               | William Hayward    | John Huggins           | A. J. Cassatt            | 2'47"25 |
| 1888  | Sir Dixon          | Jim McLaughlin     | Frank McCabe           | Dwyer Bros. Stable       | 2'40"25 |
| 1887  | Hanover            | Jim McLaughlin     | Frank McCabe           | Dwyer Bros. Stable       | 2'43"50 |
| 1886  | Inspector B        | Jim McLaughlin     | Frank McCabe           | Dwyer Bros. Stable       | 2'41"00 |
| 1885  | Tyrant             | Paul Duffy         | C. Claypool            | J. B. A. Haggin          | 2'43"00 |
| 1884  | Panique            | Jim McLaughlin     | James G. Rowe, Sr.     | Dwyer Bros. Stable       | 2'42"00 |
| 1883  | George Kinney      | Jim McLaughlin     | James G. Rowe, Sr.     | Dwyer Bros. Stable       | 2'42"50 |
| 1882  | Forester           | Jim McLaughlin     | Lewis Stuart           | Appleby & Johnson        | 2'43"00 |
| 1881  | Saunterer          | T. Costello        | Robert W. Walden       | George L. Lorillard      | 2'47"00 |
| 1880  | Grenada            | W. Hughes          | Robert W. Walden       | George L. Lorillard      | 2'47"00 |
| 1879  | Spendthrift        | George Evans       | Thomas Puryear         | James R. Keene           | 2'42"75 |
| 1878  | Duke of Magenta    | W. Hughes          | Robert W. Walden       | George L. Lorillard      | 2'43"50 |
| 1877  | Cloverbrook        | C. Holloway        | Jeter Walden           | E. A. Clabaugh           | 2'46"00 |
| 1876  | Algerine           | Billy Donohue      | Major T. W. Doswell    | Doswell & Co.            | 2'40"50 |
| 1875  | Calvin             | Bobby Swim         | Ansel Williamson       | Hal P. McGrath           | 2'42"25 |
| 1874  | Saxon              | George Barbee      | W. Prior               | Pierre Lorillard IV      | 2'39"50 |
| 1873  | Springbok          | James G. Rowe, Sr. | David McDaniel         | David McDaniel           | 3'01"75 |
| 1872  | Joe Daniels        | James G. Rowe, Sr. | David McDaniel         | David McDaniel           | 2'58"25 |
| 1871  | Harry Bassett      | Walter Miller      | David McDaniel         | David McDaniel           | 2'56"00 |
| 1870  | Kingfisher         | Edward D. Brown    | Rollie Colston         | Daniel Swigert           | 2'59"50 |
| 1869  | Fenian             | C. Miller          | Jacob Pincus           | August Belmont           | 3'04"25 |
| 1868  | General Duke       | Bobby Swim         | A. Thompson            | McConnell & Co.          | 3'02"00 |
| 1867  | Ruthless           | Gilbert Patrick    | A. J. Minor            | Francis Morris           | 3'05"00 |

† : Vainqueur de la Triple Couronne